# Comuna Kukovîci, Mena
Kukovîci (în ucraineană Куковичі) este o comună în raionul Mena, regiunea Cernihiv, Ucraina, formată din satele Cervonîi Maiak, Kukovîci (reședința) și Pameat Lenina.

## Demografie
Componența lingvistică a comunei Kukovîci
     Ucraineană (98,6%)
     Rusă (1,17%)
     Alte limbi (0,16%)
Conform recensământului din 2001, majoritatea populației comunei Kukovîci era vorbitoare de ucraineană (98,6%), existând în minoritate și vorbitori de rusă (1,17%).